# 拳銃魔
『拳銃魔』（けんじゅうま、Gun Crazy）は、ジョセフ・H・ルイス監督による1950年のアメリカ映画。

## キャスト
- ペギー・カミンズ
- ジョン・ドール
- ベリー・クローガー
- モリス・カルノフスキー

## 製作
『ザ・サタデー・イヴニング・ポスト』に掲載されたマッキンレー・カンター著「Gun Crazy」に基づいており、脚本の大半はダルトン・トランボが執筆したが、当時はハリウッド・ブラックリストの一人であったトランボのためにミラード・カウフマンが名義を貸した。450,000ドルの予算を用いて、撮影は30日間で行われた。

## 発表
1949年、最初は『Deadly Is the Female』として封切られたが、1950年、『Gun Crazy』に改題して再上映された。